# Powrót do Oegstgeest
Powrót do Oegstgeest (oryg. niderl. Terug naar Oegstgeest) – powieść holenderskiego pisarza Jana Wolkersa, wydana w 1965 r. Na podstawie książki Theo van Gogh wyreżyserował w 1987 r. film pod tym samym tytułem.
Jak piszą D. i M. Morciniec, Proza Wolkersa to – nie po raz pierwszy w literaturze niderlandzkiej – jedna wielka autobiografia, składająca się z wycinków ze zdarzeń z dzieciństwa w wielodzietnym purytańsko-kalwińskim domu i młodości coraz to samotniej spędzanej pod znakiem przemocy starszego pokolenia. Utwór został wpisany do kanonu literatury niderlandzkiej.
W powieści czterdziestoletni narrator, który wykazuje wiele cech samego autora (m.in. zawarta w tytule nazwa miejscowości jest jednocześnie miejscem urodzin Wolkersa), przyjeżdża po latach z odwiedzinami do domu rodzinnego, by skonfrontować wspomnienia z teraźniejszością. Wykorzystując potoczny, często dosadny język, Wolkers szczegółowo opowiada o młodości narratora. Wraca myślami do czasów dzieciństwa, wspominając atmosferę panującą w rodzinnym domu, religijność ojca, narastanie zagrożenia wojną, pierwsze przyjaźnie i doświadczenia seksualne, krewnych itp.